# USS Drum (SSN-677)
USS Drum (SSN-677) – amerykański myśliwski okręt podwodny z napędem atomowym typu Sturgeon. Okręt został przyjęty do służby operacyjnej w marynarce wojennej Stanów Zjednoczonych 15 kwietnia 1972, którą pełnił do 30 października 1995 roku.

## Wyposażenie
Wyposażony był w pociski przeciwokrętowe Harpoon oraz rakietowe pociski przeciwpodwodne SUBROC z głowicą jądrową W55 o mocy 5 kT, a także w 23 torpedy Mk. 48 ADCAP i minotorpedy Mk. 60 Captor. "Drum" (SSN-677) zwodowano 30 maja 1970 w stoczni Mare Island Naval Shipyard